# Chelon bispinosus
Chelon bispinosus és un peix teleosti de la família dels mugílids i de l'ordre dels perciformes.

## Morfologia
Pot arribar als 15 cm de llargària total.

## Distribució geogràfica
Es troba a les costes centrals de l'Atlàntic oriental (Cap Verd).